# Louisette Ighilahriz
Pour les articles homonymes, voir Louisa.
Louiza Ighilahriz, dite Louisette (en arabe : لويزة إغيل أحريز, en kabyle : Lwizet Iɣil-aḥriz), née le 22 août 1936 à Oujda (Maroc), est une militante nationaliste algérienne durant la guerre d'Algérie.
Détenue de fin septembre à décembre 1957 au siège de la 10e division parachutiste du général Massu, Louisette témoigne y avoir été torturée. Son témoignage, publié le 20 juin 2000 dans Le Monde participa à relancer le débat sur la torture durant la guerre d'Algérie.

## Biographie
Louisette est née au Maroc, de parents kabyles originaires de la région de Tigzirt, dans la wilaya de Tizi-ouzou, en Algérie. Son père, Saïd, est né au village de Tifra, tandis que sa mère, Tassadit Tissira, est née à Tourirt Ait Zouaou dans la haute Kabylie. 
Engagée dans le combat nationaliste, Louisette s'installe avec sa famille à Alger en 1948. Étudiante, elle s'engage à 20 ans dans les rangs du FLN de la Zone autonome d'Alger à la veille de la bataille d'Alger fin 1956 sous le nom de Lila. Elle participe à la grève des lycéens, puis prend la fuite dans le maquis lorsqu'elle est activement recherchée par la suite. Elle fait partie du réseau français de soutien au FLN des « porteurs de valises » pendant la bataille d'Alger. Grièvement blessée aux côtés de son chef de réseau, Saïd Bakel lors d'une embuscade, le 28 septembre 1957 à Chebli, dans la wilaya IV, elle est rapatriée d'urgence à la 10e DP (division parachutiste), dans une demeure connue sous le nom de « château Peltzer », l'enceinte actuelle de l'ambassade de France, à Hydra, où elle déclare avoir subi de nombreuses tortures qu'elle attribue notamment au capitaine Graziani,.
Souffrante, elle est transférée après l’intervention d'un médecin de l'armée française, le commandant Richaud, dans une prison algérienne,. Plus tard, elle sera envoyée dans plusieurs prisons françaises des Baumettes, La Roquette, Amiens, Fresnes, Bordeaux, Pau, Toulouse. Mise en résidence surveillée en Corse, elle s'enfuit de Bastia le 16 février 1962, aidée par de nombreux Français dont son avocat Marcel Manville et des militants communistes français qui l'hébergent à Nice jusqu'à l'indépendance de l'Algérie. Elle retourne alors en Algérie où elle continue à mener différents combats politiques.
Louisette Ighilahriz, psychologue de formation et de métier, a été décorée à plusieurs reprises par les autorités algériennes pour sa participation à l'indépendance de l'Algérie.

## Témoignage de torture par l'armée française

### Le témoignage de Louisa Ighilahriz dansLe Monde
Le 20 juin 2000 paraît à la « Une » du journal Le Monde un court article : « Torturée par l'armée française en Algérie, "Lila" recherche l'homme qui l'a sauvée ». Dans cet article, signé par la journaliste Florence Beaugé, Louisette Ighilahriz raconte comment, quarante ans plus tôt, elle a été torturée dans les locaux de la 10e division parachutiste (DP) du général Jacques Massu, à Alger :

« J'étais allongée nue, toujours nue. Ils pouvaient venir une, deux ou trois fois par jour. Dès que j'entendais le bruit de leurs bottes, je me mettais à trembler. Ensuite, le temps devenait interminable. [...] Le plus dur, c'est de tenir les premiers jours, de s'habituer à la douleur. Après, on se détache mentalement. C'est un peu comme si le corps se mettait à flotter… »

### À la suite de la parution de l'article

#### Un réveil des mémoires
Le témoignage de Louisa Ighilahriz a connu un effet retentissant en France, et a relancé le débat sur les pratiques de l'armée française durant la guerre d'Algérie, poussant certains responsables à prendre la parole,. 
Ainsi, le 22 juin 2000, seulement deux jours après l’histoire de Louisette, Jacques Massu accorde une interview dans Le Monde, et exprime pour la première fois des regrets sur l'utilisation de la torture en Algérie : « Quand je repense à l’Algérie, cela me désole. La torture, on pourrait très bien s’en passer. Elle faisait partie d’une certaine ambiance. On aurait pu faire les choses différemment ». Bigeard, qui s’exprime le même jour dans Le Monde, nie quant à lui avoir jamais pratiqué la torture, et qualifie le témoignage de Louisette Ighilahriz de « tissu de mensonges ». 
Le 23 novembre 2000, deux interviews sortent à la « Une » du Monde sous le titre : « L’aveu des généraux » : Paul Aussaresses y admet que les tortures étaient pratiquées de manière systématique, ce qu'il racontera en détail dans son livre Services spéciaux, Algérie 1955-1957. Jacques Massu reconnaît également que la torture a été « généralisée et institutionnalisée »,.
Le témoignage de Louisette ouvre, par ailleurs, le débat au sein des sphères intellectuelles – avec l'appel des douze contre la torture–, judiciaires  – avec le procès contre le Général Aussaresses, et politiques.
Enfin, le témoignage de Louisette a permis de briser le tabou des viols commis par certains militaires français durant la guerre d'Algérie.

« Le témoignage de Louisette Ighilahriz a fait l’effet d’une déflagration ! Tout est parti de là. C’est alors qu’on a commencé, en France, à s’intéresser à ce sujet. »

— Tramor Quemeneur, historien

#### Polémiques à la suite du témoignage de Louisa Ighilahriz
Louisette Ighilahriz est accusée d'affabulation en Algérie par Yacef Saâdi ancien chef de la zone autonome d'Alger et en France par le général Maurice Schmitt qui a été compagnon de captivité du capitaine Graziani dans les camps du Việt Minh et qui affirme que le capitaine était un homme tout à fait éloigné de ce genre d'actes, qu'il n’avait pas vocation à interroger les suspects et qu'il n’avait pas besoin d’interroger Louisette Ighilahriz, la bataille d’Alger étant terminée. Le général Schmitt pointe certaines contre-vérités : « le colonel Bigeard ne portait pas de béret rouge mais une célèbre casquette », « le capitaine Jean Graziani, n’avait pas de beaux yeux verts comme elle le prétend, mais les prunelles noires d’un Corse ».
Louisette Ighilahriz maintient qu'elle a été torturée mais reconnait que toutes les dates données dans son récit sont erronées. Les militaires s'appuient aussi sur le témoignage de Zohra Drif qui reconnait que, quand elle est arrêtée en septembre 1957, la torture n'a plus cours à la 10e DP à la suite d'une campagne de dénonciation de la torture à laquelle elle a elle-même contribué.
Louisette règle alors ce contentieux en justice, accusant le général Schmitt de diffamation après que celui-ci eut qualifié son témoignage de « tissu d'affabulations, de contrevérités ». Elle est déboutée en appel en 2007, le général ayant été jugé dans son droit.

## Décorations
- Djadir de l'ordre du Mérite national d'Algérie.

## Pour approfondir

### Filmographie
- Femme Courage - Louisa Ighilahriz, documentaire réalisé par Amine Rachedi, 2003

- Moudjahidate, des engagements de femmes pour l’Indépendance de l’Algérie, Alexandra Dols, Hybrid Pulse, 2007.
- Louisette, court-métrage d’animation, écrit par Florence Beaugé, réalisé par Charles-Henry Groult, mis en scène et dessiné par Aurel, Le Monde et La Revue Dessinée, 2022[20].